# Joplin (software)
Joplin è un'applicazione desktop e mobile per prendere appunti e gestire liste delle cose da fare, gratuita e open source, implementata in JavaScript e scritta per sistemi operativi Unix-like (inclusi macOS e Linux) e Microsoft Windows, nonché dispositivi iOS e Android. L'app desktop è realizzata utilizzando Electron, mentre l'app mobile utilizza React Native.

## Storia
Joplin prende il nome dal compositore e pianista ragtime Scott Joplin.
Laurent Cozic iniziò a realizzare Joplin nel 2016, e la prima versione per Android venne rilasciata il 28 luglio 2017.
Il primo rilascio pubblico dell'applicazione desktop risale alla versione 0.10.19 del 20 novembre 2017.
Un Web Clipper per Chrome che consente di catturare frammenti o intere pagine web per convertirle in note nell'applicazione fu pubblicato a dicembre 2017 e l'estensione per Firefox venne rilasciata a maggio 2018.
Un nuovo cloud service "Joplin Cloud" fu introdotto nel 2021, assieme alla soluzione on-premises "Joplin Server". Entrambi i prodotti possono essere usati per sincronizzare note, promemoria, taccuini e altri dati tra i vari dispositivi, oltre che per condividere note o taccuini con altri utenti Joplin, oppure per pubblicare contenuti sul web.

## Funzionalità
- Note nel formato markdown
- Liste dei compiti, che approssimativamente implementano la metodologia dell'organizzazione delle proprie attività (GTD)[9][10]
- Plugin che estendono lo standard markdown
- Archiviazione dei dati in file di testo
- Crittografia lato client opzionale
- Organizzazione in taccuini e sotto-taccuini
- Sistema di tag
- Design che predilige la disponibilità offline dei contenuti, con opzione di sincronizzarli volontariamente con un server remoto
- Web clipper per Firefox e Chrome
- Sincronizzazione delle note con Joplin Cloud, Nextcloud, Dropbox, OneDrive, WebDAV, or file system (remoti)

L'utilizzo e l'insieme delle funzionalità di Joplin sono comunemente comparati a quelli di Evernote.